# Хайнс, Энтони
Энтони Хайнс (англ. Anthony Hines) — американский сценарист, режиссёр и продюсер кино и телевидения. Двукратный номинант на премию «Оскар» (2007, 2021).

## Карьера
Хайнс был сценаристом для кино и телевидения с середины 1990-х годов, часто сотрудничая с Сашей Бароном Коэном. Он является одним из авторов сценария пседодокументальной комедии «Борат: изучение американской культуры на благо славного народа Казахстана» и был номинирован на премию «Оскар» за лучший адаптированный сценарий совместно с Коэном, Питером Бейнхэмом, Дэном Мазером и Тоддом Филлипсом. Он также продюсировал этот фильм и был сценаристом сиквела, принесшего ему вторую номинацию на «Оскар».
Он также периодически работал продюсером кино и ТВ с 2011 года. Трижды номинировался на прайм-таймовую премию «Эмми». Летом 2021 года Хайнс стал членом Академии кинематографических искусств и наук.
В 2023 году Энтони Хайнс дебютировал в режиссуре, сняв комедийный фильм «(Не)идеальные роботы» в дуэте с Каспером Кристенсеном.